# Нике, Эрве
Эрве́ Нике́ (фр. Hervé Niquet, 28 октября 1957, Абвиль) — французский дирижёр, певец, органист, клавесинист
 и пианист.

## Биография
С 1980 — хормейстер в Парижской опере. В 1985—1986 выступал как певец (тенор) в ансамбле Процветающие искусства. В 1987году Нике создал свой барочный оркестр Le Concert Spirituel, специализирующийся на исполнении музыки французского барокко. Сотрудничает с театрами в Париже, Нанте, Монпелье и др., работает с крупными театральными режиссёрами (Кристоф Марталер и др.). В 2002 создал в Канаде ансамбль Новая симфония, в 2006 основал большой симфонический хор региона Лангедок — Руссильон. В качестве приглашенного дирижёра работал с такими оркестрами, как Филармонический оркестр французского радио, Берлинская академия старинной музыки, Базельский камерный оркестр, Брюссельский филармонический оркестр, Оркестр Пикардии, Лионский национальный оркестр и др.

## Сфера интересов
Основная область занятий Нике — французская музыка XVII—XVIII вв., он вернул публике, исполнил и записал сочинения многих незаслуженно забытых композиторов этой эпохи (Кампра, Марк Антуан Шарпантье, Буамортье, Жиль, Лоренцани). Со временем он включил в круг своих интересов музыку романтиков (Лист, Брамс) и сочинения композиторов XX в. (Дебюсси).

## Дискография
В дискографии Нике и его ансамбля — оркестровые сюиты Генделя, 3 выпуска больших мотетов и опера «Прозерпина» Люлли, «Король Артур» и «Дидона и Эней» Пёрселла, 2 выпуска мотетов Анри Демаре, двойной диск сочинений Рамо, кантаты и опера «Триумф Ириды» Клерамбо, мессы Шарпантье, опера Марена Маре «Семела», опера Гретри «Андромаха», опера Россини «Брачный вексель» и др.

## Признание
Кавалер орденов «За заслуги» и Искусств и литературы.